# AD Municipal Liberia
AD Municipal Liberia ist ein Fußballverein aus Liberia, Provinz Guanacaste, Costa Rica, welcher zurzeit in der höchsten Liga des Landes, der Liga de Fútbol de Primera División (FPD) spielt.

## Geschichte

### AD Municipal Liberia (1977–2007)
Am  7. Juni 1977 wurde die Asociación Deportiva Municipal Liberia, kurz AD Municipal Liberia, gegründet, um die Stadt Liberia fußballerisch zu vertreten.
In den Anfangsjahren spielte Liberia vor allem in Amateurligen, später aber auch in der Liga de Ascenso-Segunda División.
Nachdem sich die Klubführung Mitte der 90er Jahre neu aufgestellt hatte, ging es sportlich Stück für Stück bergauf. 1999 und 2000 verlor Liberia das Finale der zweiten Liga, aber 2001 konnte Liberia im Finale AD Ramonense bezwingen und stieg somit in die Primera División de Costa Rica auf.

### Ära Mario Sotela (2007–2011)

#### Liberia Mía CF (2007–2009)
Zu Beginn der Saison 2007/08 gliederte der öffentliche Verein AD Municipal Liberia die Profimannschaft unter dem Modell einer Aktiengesellschaft aus, an welcher der Verein 10 % der Anteile behielt und die restlichen 90 % an den Geschäftsmann Mario Sotela verkaufte, der die Mannschaft in Liberia Mía CF umbenannte. Liberia Mía ist eine Anspielung auf Africa Mía, einem Zoo im Besitz von Sotela, welcher sich außerhalb von Liberia befindet und in welchem ausschließlich afrikanische Tiere ausgestellt sind.
Unter Sotela ging es sportlich Stück für Stück bergauf. Zur Saison 2008/2009 hin kaufte Sotela viele teure Spieler aus anderen Klubs und erreichte damit den Meisterschaftsgewinn im Mai 2009.

#### Águilas Guanacastecas CF (2010)
Von diesem Moment an ging Liberia Mía CF den Bach herunter, Sotela hatte sich vollkommen verausgabt, der Klub hatte extreme Schulden an Spieler, Personal, Versicherung, Transportunternehmen usw. Zwischen Oktober 2009 und Januar 2010 entließ Sotela einige Spieler und andere Angestellt und kürzte den restlichen Spielern bis zu 70 % des Gehaltes.
Zum Verano 2010 hin änderte Sotela Ende Januar 2010 den Namen des Vereines in Águilas Guanacastecas CF um, um sich so „mit den Fußballfans der ganzen Provinz Guanacaste zu identifizieren“. Außerdem wollte er auch in zwei anderen Städten Guanacastes, Nicoya und Santa Cruz, Heimspiele austragen, was ihm aber von der Stadt Liberia, die immer noch 10 % des Klubs besaß untersagt wurde. So spielte Águilas Guanacastecas CF weiterhin wie seit 1977 im Estadio Edgardo Baltodano, welches schon lange nicht mehr den Anforderungen einer Erstligaspielstätte entsprach. Zu einem von Sotela anfangs geplanten Neubau kam es nie.

#### Fall Águilas Guanacastecas CF-CD Barrio México
Im Voraus der Spielzeit 2010/11 wollte Mario Sotela, Mehrheitseigner des mittlerweile hochverschuldeten Águilas Guanacastecas CF, das Franchise an den Zweitligisten CD Barrio México verkaufen und in der Spielzeit 2010/11 in der zweiten Liga an den Start gehen. Dieser Tausch, nur eine Woche vor dem Saisonbeginn, wurde jedoch von der FEDEFUTBOL untersagt, da in beiden zuständigen Ligaverbände (UNAFUT, LIACSE) schon das genaue Teilnahme- und Wettbewerbsreglement sowie den Spielplan ausgearbeitet hatten und Franchiseverkäufe nur vor dem Absegnen der verschiedenen Reglemente möglich sind.
So entschieden sich Sotela und Minor Vargas, Mehrheitseigner von CD Barrio México, die beiden Franchise weiterhin in der jeweiligen Liga zu belassen, aber den Vorstand, die Spieler, das Stadion etc. des jeweils anderen Klubs einzuschreiben und das Franchise somit zu tauschen.
CD Barrio México, das nun in der Primera División spielt, änderten den Namen der Franchise sogleich in CD Barrio México um, die Liga de Ascenso verbot Águilas Guanacastecas CF jedoch auch ihre neue Franchise umzubenennen. Somit laufen die Águilas zwar mit Trikots in ihren Vereinsfarben, aber mit dem Namen CD Barrio México auf.
Somit gibt es sowohl in der ersten als auch in der zweiten Liga einen Klub mit Namen CD Barrio México, wobei das echte Barrio México nun in der ersten und die Águilas mit dem Namen Barrio México in der zweiten Liga spielt. Die Presse nennt die Águilas aber trotz allem weiterhin Águilas.

#### Águilas CF (2010–2011)
Den Pressenamen für die nun offiziell unter dem Namen CD Barrio México spielenden Águilas Guanacastecas CF änderte Sotela vor Beginn der Spielzeit noch in Águilas CF um, da er den Klub von Liberia nach Heredia verlegte und den Klub somit nichts mehr mit der Provinz Guanacaste verband. Die Verlegung des Klubsitzes erfolgte, da die Stadt Liberia, immer noch Halter von 10 % am Klub, kein Interesse zeigte, sich an der Renovierung oder an einem Neubau des Stadions zu beteiligen. Neue Heimat ist das Estadio Eladio Rosabal Cordero, welches sich im Besitz des CS Herediano, Klub der Mutter Sotelas, Roxie Blenn, befindet.

#### Ausschluss aus UNAFUT
Nach mehreren Sitzungen, Diskussionen und Untersuchungen des Falles stimmten die Mitglieder der UNAFUT auf einer außerordentlichen Generalversammlung am 1. März 2011 dafür das Franchise von Liberia Mía, genutzt von CD Barrio México, mit sofortiger Wirkung auszuschließen. Die Restlichen Spiele des Klubs wurden mit 0:3 gewertet und der restliche Spielbetrieb aufrechterhalten. Der Letztplatzierte stieg trotz des Ausschlusses von Barrio México in die Zweitklassigkeit ab; die ausgeschlossene Franchise ist jedoch komplett aus dem Profifußball (1. und 2. Liga) ausgeschlossen.

### AD Municipal Liberia (seit 2011)
Nachdem die Águilas nach der Saison 2010/11 ohne Franchise dastanden und Sotelas 90 % am Klub praktisch wertlos waren, beschloss Manrique Sibaja, Präsident von AD Municipal Liberia, dem Klub dem 10 % an den Águilas gehörten, eine Franchise in der Liga de Ascenso-Segunda División zu kaufen. Schließlich gelang es dem Klub AD Desamparados, welcher nur ein Jahr in der besagten Liga spielte, das Franchise abzukaufen. Liberia bleibt also ein Zweitligaklub erhalten, welcher 100 % dem öffentlichen Sportverein gehört und auch mit dem Namen AD Municipal Liberia an den Start geht.

#### Erstklassigkeit und Wiederabstieg (seit 2015)
Nach vier Jahren gelang es Liberia, die Meisterschaft in der Liga de Ascenso zu erringen und in die höchste Liga, die FPD zurückzukehren. Maßgeblich am Erfolg beteiligt war Orlando De León, der seinen  Weltrekord auf sieben Erstligaaufstiege ausbaute.
2018 stieg Liberia erneut in die Zweitklassigkeit ab.

## Stadion
AD Municipal Liberia trägt seine Heimspiele im städtischen Stadion Liberias, dem Estadio Edgardo Baltodano Briceño aus, welches ein Fassungsvermögen von 5.979 Zuschauern hat.

## Erfolge
- Meister von Costa Rica (1×): Verano 2009